# Okres Bílsko-Bělá
Okres Bílsko-Bělá (Bielsko-Biała; polsky Powiat bielski) je okres v polském Slezském vojvodství. Rozlohu má 458,64 km² a v roce 2023 zde žilo 165 949 obyvatel. Sídlem okresní samosprávy je město Bílsko-Bělá (Bielsko-Biała), které však není jeho součástí, ale tvoří samostatný městský okres.

## Gminy a statistické údaje
Okres sestává z celkem deseti gmin:

#### Městské:
- Szczyrk – 5 726 obyvatel, rozloha 146,6 km²;

#### Městsko-vesnické:
- Čechovice-Dědice (Czechowice-Dziedzice) – 44 970 obyvatel, rozloha 66,0 km²;
- Wilamowice – 17 017 obyvatel, rozloha 56,72 km²;

#### Vesnické:
- Bestwina – 11 141 obyvatel, rozloha 37,92 km²;
- Buczkowice – 11 126 obyvatel, rozloha 19,33 km²;
- Jasenice (Jasienica) – 23 471 obyvatel, rozloha 91,71 km²;
- Javoří (Jaworze) – 7 145 obyvatel, rozloha 21,13 km²;
- Kozy – 12 747 obyvatel, rozloha 26,9 km²;
- Porąbka – 15 420 obyvatel, rozloha 64,59 km²;
- Wilkowice – 13 327 obyvatel, rozloha 33,9 km²;

Dohromady má celý okres rozlohu 458,64 km² (3,72 % území vojvodství) a ke dni 30. června 2016 zde žilo 162 495 obyvatel (3,56 % obyvatelstva vojvodství).

## Města
- Čechovice-Dědice
- Szczyrk
- Wilamowice

## Charakteristika
Sousedí s okresem Těšín na západě, okresem Pszczyna na severu, okresem Osvětim a okresem Wadowice v Malopolském vojvodství na východě a okresem Żywiec na jihu. Obklopuje ze čtyř stran Bílsko-Bělou, která je sídlem okresní samosprávy, ale není jeho součástí, nýbrž tvoří samostatný městský okres.
Okres se rozkládá po obou stranách historické slezsko-malopolské zemské hranice. 20 obcí (gmina Jasenice, gmina Čechovice-Dědice, Javoří a Slezská Bystrá v gmině Wilkowice) s 47,43 % obyvatelstva a 40,5 % rozlohy leží v Těšínském Slezsku, ostatní 22 obce s 52,57 % obyvatelstva a 59,5 % rozlohy patří k Malopolsku, resp. Haliči. Tento dualismus odráží i znak okresu tvořený polovinou zlaté hornoslezské orlice a polovinou bílé polské orlice.
Soudobý okres Bílsko-Bělá vznikl v důsledku správní reformy v roce 1999. Jeho předchůdcem byl okres existující mezi lety 1951 až 1975, který vznikl sloučením části dřívějších okresů Bílsko (do roku 1918 v Rakouském Slezsku, poté v autonomním Slezském vojvodství; zahrnoval také část dnešního okresu Těšín) a Krakovská Bělá (do roku 1918 v Haliči, poté v Krakovském vojvodství; zahrnoval také část dnešního okresu Osvětim). Mezi lety 1975 až 1998 patřila většina území okresu k Bílskému vojvodství vyjma gmin Čechovice-Dědice a Bestvina, které byly součástí Katovického vojvodství.
Jihozápadní část okresu leží ve Slezských Beskydech a jihovýchodní v Malých Beskydech a jedná se o populární turistickou a odpočinkovou lokalitu (horské město Szczyrk, lázně Javoří, Międzybrodzké jezero). Centrální část leží ve Slezském podhůří a vyznačuje se dobře rozvinutým zemědělstvím. V severní části, která geomorfologicky patří k Osvětimské pánvi, hraje důležitou ekonomickou roli rybníkářství. Největším městem a významným průmyslovým centrem jsou Čechovice-Dědice. Městečko Wilamowice je proslulé svébytným etnikum hovořícím vlastním jazykem germánského původu – vilamovštinou.
V současnosti náleží území okresu k suburbánní zóně Bílska-Bělé a život jednotlivých obcí je silně spjat s životem velkoměsta.
Gminy Jasenice a Javoří patří k Euroregionu Těšínské Slezsko, všechny ostatní k Euroregionu Beskydy.